# Józef Winkowski (nauczyciel)
Józef Winkowski (ur. 4 lutego 1851 w Tarnowie, zm. 1937) – polski nauczyciel, działacz społeczny.

## Życiorys
Urodził się 4 lutego 1851 w Tarnowie. Był Polakiem wyznania rzymskokatolickiego. Ukończył naukę w gimnazjum w Tarnowie i studia na Wydziale Filozoficznym Uniwersytetu Jagiellońskiego w Krakowie. Z wykształcenia był filologiem klasycznym. 
Podjął pracę w szkolnictwie od 31 października 1875 jako zastępca nauczyciela. Pracował w Gimnazjum św. Jacka w Krakowie. Egzamin zawodowy złożył 29 maja 1878. 31 sierpnia 1879 został mianowany nauczycielem rzeczywistym. W latach 80. był profesorem w C. K. I Gimnazjum Miejskim w Rzeszowie. Później pracował w C. K. Gimnazjum im. Króla Jana III Sobieskiego w Krakowie. Urlopowany pełnił funkcję prowizorycznego dyrektora Prywatnego Polskiego Gimnazjum w Cieszynie od 1 września 1901 do 31 sierpnia 1903. 31 sierpnia 1903 został mianowany etatowym (rzeczywistym) dyrektorem cieszyńskiego gimnazjum i pozostawał na tym stanowisku do 1906 gdy jego miejsce zajął Wiktor Schmidt. Uzyskał VI rangę w zawodzie od 1 stycznia 1906. Ze stanowiska w Cieszynie na początku maja 1906 został mianowany przez cesarza na stanowisko dyrektora założonego wówczas C. K. V Wyższego Gimnazjum w Krakowie z polskim językiem wykładowym, objął stanowisko z dniem 1 września 1906 i sprawował je w kolejnych latach. Jako delegat C. K. Rady Szkolnej Krajowej przewodniczył egzaminom dojrzałości w Krakowie, w Wadowicach.
Dyrektorem V Gimnazjum w Krakowie pozostawał po odzyskaniu przez Polskę niepodległości w pierwszych latach istnienia II Rzeczypospolitej do 1924. Jako nauczyciel pracował przez 50 lat. W 1925 został przeniesiony w stan spoczynku. Na emeryturze kierował seminarium im. Münnichowej.
Działał społecznie. Od ok. 1887 należał do Towarzystwa Nauczycieli Szkół Wyższych, później przekształconego w Towarzystwo Nauczycieli Szkół Średnich i Wyższych, którego był najstarszym członkiem w krakowskim kole. W maju 1899 został wybrany do zarządu głównego Towarzystwa Szkoły Ludowej w Krakowie. Był delegatem Macierzy Szkolnej dla Księstwa Cieszyńskiego, w 1903 został członkiem zarządu Macierzy Szkolnej dla Księstwa Cieszyńskiego. 6 maja 1909 wraz z Klementyną Winkowską zasiadł w radzie nadzorczej Towarzystwa Opieki nad Ubogą Młodzieżą Szkolną w Krakowie, pełnił funkcję I wiceprezesa, a 13 maja 1910 został wybrany prezesa towarzystwa i pełnił tę funkcję w dalszym czasie. W grudniu 1910 został członkiem komitetu wiecu rodziców i wychowawców w Krakowie. Podczas I wojny światowej w listopadzie 1915 w charakterze radcy rządu obchodził jubileusz 40-lecia pracy. W grudniu 1916 został wybrany przewodniczącym Komitetu Domu Młodzieży Polskiej w Krakowie, w 1918 był wiceprezesem TDM. Ponadto działał w Towarzystwie Kolonii Wakacyjnych, Związku Obrony Kresów Zachodnich, Polskim Towarzystwie Gimnastycznym „Sokół”.
Jego żoną była Klementyna z Michalczewskich (zm. 1947). Mieli syna Józefa (1888–1951), księdza, założyciela szkolnej Sodalicji Mariańskiej.
Zmarł w lutym 1937. Został pochowany 13 lutego 1937 na cmentarzu Rakowickim w Krakowie (kwatera S).

## Publikacje
- O wróżbach u starożytnych Greków i Rzymian[3]
- Ćwiczenia greckie na klasę III. i IV. (wspólnie z Taborskim)[3]

## Ordery i odznaczenia
- Krzyż Oficerski Orderu Odrodzenia Polski (2 maja 1923)[31][32]

- Brązowy Medal Jubileuszowy Pamiątkowy dla Sił Zbrojnych i Żandarmerii (Austro-Węgry)[12]
- Medal Jubileuszowy Pamiątkowy dla Cywilnych Funkcjonariuszów Państwowych (Austro-Węgry)[12]
- Krzyż Jubileuszowy dla Cywilnych Funkcjonariuszów Państwowych (Austro-Węgry)[12]